# Gustave Akueson
Gustave Akueson (* 20. prosince 1995) je tožský profesionální fotbalista, který hraje na pozici obránce za francouzský klub SC Bastia. Narodil se ve Francii, ale hraje za tožský národní tým.

## Klubová kariéra
Dne 10. června 2024 bylo oznámeno, že Akueson podepsal s klubem Ligue 2 Bastia dvouletou smlouvu s opcí na další rok.

## Reprezentační kariéra
Akueson byl poprvé povolán do národního týmu Toga v květnu 2021. Svůj mezinárodní debut si odbyl 9. října 2021 při remíze 1:1 v kvalifikaci na Mistrovství světa ve fotbale 2022 proti Kongu.

## Statistiky

### Reprezentační
Platí k zápasu hranému 10. října 2024.
| Národní tým | Rok     | Zápasy | Góly |
| ----------- | ------- | ------ | ---- |
| Togo        | 2021    | 2      | 0    |
| Togo        | 2024    | 3      | 0    |
| Celkově     | Celkově | 5      | 0    |

## Úspěchy
Versailles
- Championnat National 2: 2021/22